# قصه دا
قصّه دا برنامه‌ای تلویزیونی است که به روایت کتابِ دا می‌پردازد. این برنامه به صورت انیمیشن روتوسکوپی شده و ۵۵ هنرپیشه زن ایرانی در ۱۲۰ قسمت به روایت کتاب دا می‌پردازند. قصه دا به کارگردانی سینا عطاییان و تهیه‌کنندگی علیرضا تقی‌پور در ۱۲۰ قسمت آماده شده‌است. در بیست و نهمین سالگرد آزادسازی خرمشهر این برنامه از شبکه یک سیمای جمهوری اسلامی ایران پخش شد. کتاب دا روایت کاملاً واقعی سیده زهرا حسینی از جنگ هشت سالهٔ ایران و عراق است که به کوشش سیده اعظم حسینی به رشتهٔ تحریر درآمده است. انتشارات سوره مهر اولین بار در سال ۱۳۸۷ این اثر را چاپ نمود و به دلیل استقبال بسیار زیاد در سال ۱۳۸۸ هشتاد بار تجدید چاپ شد. در حال حاضر چاپ این کتاب به حدود صد و پنجاه بار رسیده است. بنا به نظرسیدعلی خامنه‌ای کتاب دا اثری جهانی است. این کتاب تاکنون به زبان‌های انگلیسی، عربی، اسپانیایی، ترکی استانبولی و اردو و خط سیرلیک تاجیکستان نیز ترجمه شده‌است.

## راویان قصه دا
پریوش نظریه، شبنم قلی خانی، روناک یونسی، افسانه بایگان، نیکی کریمی، لعیا زنگنه، عسل بدیعی، زیبا بروفه، بهنوش بختیاری، فلور نظری، مینا ساداتی، نیوشا ضیغمی، رؤیا تیموریان، بهناز جعفری، نسرین مقانلو، پردیس افکاری، خاطره حاتمی، مرجان شیرمحمدی، مهتاب کرامتی، آزاده نامداری، اکرم محمدی، لادن طباطبایی، سحر دولتشاهی، پرستو صالحی، ژاله صادقیان، فریبا نادری، مهتاج نجومی، لیلا بلوکات، خاطره اسدی، شقایق فراهانی، پردیس افکاری، فقیهه سلطانی، فریبا کامران، آشا محرابی، تینا آخوندتبار، گیتی خامنه و... .